# قبرستان باغ بهشت قم
قبرستان باغ بهشت قم، در شهر قم در انتهای خیابان چهارمردان و مقابل گلزار شهدا واقع است.
به دلیل مشکلات زیست محیطی و همچنین مزاحمت‌های فراوانی که این قبرستان برای ساکنان شهر قم به وجود می‌آورد مقرر شد؛ دفن اموات در این قبرستان کلا ممنوع گردد و دفن فقط در قبرستان بهشت معصومه و قبرستان بقیع قم صورت پذیرد.

## برخی افراد سرشناس مدفون در این قبرستان
- حیدرعلی قلمداران
- سید زین العابدین شجاعی
- محمدعلی مدرس افغانی
- علی ابوالحسنی
- محمد صادقی تهرانی
- سید فضل الله طباطبایی
- محمدهادی امینی
- سید جواد میرعظیمی مراغه ای
- غلامرضا عرفانیان یزدی
- حسن مصطفوی
- سید مرتضی فیروز آبادی
- سید نورالدین هندی
- فتح‌الله فلاحیان
- سعید موحدی
- اسرافیل بابایی
- شیخ عطاالله حائری نژاد
- میرزا قاسم عطار تهرانی
- احمد محصل یزدی